# ユク・ヘスン
ユク・ヘスン(1985年10月4日 - )は大韓民国の俳優である。本名は陸恵勝、芸名はハン・イェウォン。Sugar解散後にハン・イェウォン(한예원)に名を変更。特技はバドミントン。

## 学歴
- ソウル城山小学校 卒業
- 弘益大学師範大学付属女子中学校 卒業
- 一新女子商業高校 卒業
- 慶熙大学校 ポストモダン学科卒業

## 活動

### ドラマ
- 2008年 SBS水木ドラマ《オンエア》...チェリー役
- 2008年 MBCドラマネット無垢ドラマ「ソウルムリムジョン」...ハン・スル役
- 2009年 SBS 週末特別企画 《絢爛な遺産》 サン・ウジョン役
- 2009年 KBS2 週末特別企画《熱血長師》…ジオ役
- 2010年 SBS特別企画《シークレットガーデン》...チェリー役
- 2011年 MBN週末特別企画《ワッツアップ》…演奏役
- 2014年

### 映画
- 2009年 《白夜行 - 白い闇の中を歩く」...ナヒョン役
- 2010年 《ヒーロー》...ユリ役
- 2016年 《オレ》 ... ルビー役

### ミュージカル
- 2010年 《オンエアライブ》...キム・スンジョン役

## モデル活動
- 2008年 《リオエリ》専属モデル
- 2004年 セガ（SEGA）アミューズメントイメージキャラクター